# The Story So Far: The Very Best of Rod Stewart
The Story So Far: The Very Best of Rod Stewart es un álbum recopilatorio del cantante británico de rock Rod Stewart, publicado en 2001 por Warner Bros. Records. Es un doble disco que recorre treinta años de carrera desde 1971 a 2001, cuyas canciones están ordenadas por género musical. Es decir, el primer disco titulado como A Night Out posee sus canciones de rock y sus diversos subgéneros, y el segundo denominado A Night In solo posee baladas.
Por su parte, en algunos mercados como por ejemplo en los Estados Unidos, fue lanzado por separado y con otro listado de canciones. Estas dos versiones fueron The Voice: The Very Best of Rod Stewart y Encore: The Very Best of Rod Stewart. 
Por otro lado y por razones contractuales, solo posee dos canciones de su período con Mercury Records, las que son «Maggie May» y «You Wear It Well», como también dos temas grabados con Faces, «Ooh La La» y «Stay With Me».

## Recepción comercial
Alcanzó la séptima posición en la lista UK Albums Chart y hasta el momento ha recibido cuádruple disco de platino en el Reino Unido, con ventas que superan los 1,2 millones de copias. Esto lo sitúa como el segundo recopilatorio del artista más vendido en ese país, solo superado por The Best of Rod Stewart de 1989.
Mientras que en los Estados Unidos obtuvo el puesto cuarenta en los Billboard 200 y ha sido certificado con disco de platino por superar el millar de copias vendidas. Además, ha sido certificado con decenas de discos de oro y de platino en países como Argentina, Canadá, Alemania, Irlanda y Australia, entre otros. Dichas cifras lo convierten en uno de sus discos recopilatorios más exitosos a nivel mundial, junto a Greatest Hits, Vol. 1 de 1979 y al ya mencionado The Best of Rod Stewart de 1989.

## Lista de canciones
| A Night Out |                                                                     |              |          |  |
| N.º         | Título                                                              | Escritor(es) | Duración |  |
| 1.          | «Maggie May»                                                        |              | 5:46     |  |
| 2.          | «Baby Jane»                                                         |              | 4:43     |  |
| 3.          | «Some Guys Have All the Luck»                                       |              | 4:33     |  |
| 4.          | «Young Turks»                                                       |              | 5:04     |  |
| 5.          | «Da Ya Think I'm Sexy?»                                             |              | 5:31     |  |
| 6.          | «What Am I Do (I'm So in Love with You)»                            |              | 4:19     |  |
| 7.          | «Hot Legs»                                                          |              | 5:15     |  |
| 8.          | «You Wear It Well»                                                  |              | 5:01     |  |
| 9.          | «Rhythm of My Heart»                                                |              | 4:13     |  |
| 10.         | «Downtown Train»                                                    |              | 4:39     |  |
| 11.         | «The Motown Song»                                                   |              | 3:58     |  |
| 12.         | «This Old Heart of Mine (Is Weak for You)» (dueto con Ronald Isley) |              | 4:11     |  |
| 13.         | «Tonight I'm Yours»                                                 |              | 4:12     |  |
| 14.         | «Ooh La La» (junto a Faces)                                         |              | 4:15     |  |
| 15.         | «I Can't Deny It»                                                   |              | 3:44     |  |
| 16.         | «It Takes Two» (dueto con Tina Turner)                              |              | 4:12     |  |
| 17.         | «Stay With Me» (junto a Faces)                                      |              | 4:37     |  |

| A Night In |                                                          |              |          |  |
| N.º        | Título                                                   | Escritor(es) | Duración |  |
| 1.         | «Sailing»                                                |              | 4:38     |  |
| 2.         | «I Don't Want to Talk About It»                          |              | 4:49     |  |
| 3.         | «Have I Told You Lately»                                 |              | 3:59     |  |
| 4.         | «The First Cut is the Deepest»                           |              | 4:31     |  |
| 5.         | «You're in My Heart (The Final Acclaim)»                 |              | 4:30     |  |
| 6.         | «All for Love» (junto a Sting y Bryan Adams)             |              | 4:42     |  |
| 7.         | «Tonight's the Night (Gonna Be Alright)»                 |              | 3:56     |  |
| 8.         | «Every Beat of My Heart»                                 |              | 5:21     |  |
| 9.         | «Tom Traubert's Blues (Waltzing Matilda)»                |              | 6:12     |  |
| 10.        | «Don't Come Around Here» (dueto con Helicopter Girl)     |              | 3:50     |  |
| 11.        | «The Killing of Georgie Part I & II»                     |              | 6:29     |  |
| 12.        | «Love Touch»                                             |              | 4:03     |  |
| 13.        | «I Was Only Jocking»                                     |              | 6:07     |  |
| 14.        | «Ruby Tuesday»                                           |              | 4:05     |  |
| 15.        | «In a Broken Dreams»                                     |              | 3:40     |  |
| 16.        | «Reason to Believe» (versión acústica, junto a Ron Wood) |              | 3:53     |  |
| 17.        | «In My Life»                                             |              | 1:58     |  |

## Posicionamiento en listas
| País           | Lista                | Posición |
| -------------- | -------------------- | -------- |
| Nueva Zelanda  | RIANZ Charts         | 1        |
| Dinamarca      | Tracklisten          | 3        |
| Australia      | ARIA Charts          | 5        |
| Reino Unido    | UK Albums Chart      | 7        |
| Alemania       | Media Control Charts | 18       |
| Suecia         | Sverigetopplistan    | 19       |
| Francia        | French Albums Chart  | 24       |
| Austria        | Ö3 Austria Top 40    | 35       |
| Estados Unidos | Billboard 200        | 40       |
| Países Bajos   | MegaCharts           | 56       |
| Suiza          | Swiss Music Charts   | 69       |
| Japón          | Japan Albums Chart   | 97       |

## Certificaciones
| País           | Organismo certificador | Certificación        | Ventas certificadas | Ref.   |
| -------------- | ---------------------- | -------------------- | ------------------- | ------ |
| Irlanda        | IRMA                   | 7x Séptuple platino  | 105 000             | [ 16 ] |
| Reino Unido    | BPI                    | 4x Cuádruple platino | 1 400 000           | [ 3 ]  |
| Australia      | ARIA                   | 2x Doble platino     | 140 000             | [ 17 ] |
| Nueva Zelanda  | RIANZ                  | 2x Doble platino     | 30 000              | [ 18 ] |
| Estados Unidos | RIAA                   | Platino              | 1 000               | [ 5 ]  |
| Alemania       | BVMI                   | Platino              | 300 000             | [ 19 ] |
| Canadá         | CRIA                   | Platino              | 100 000             | [ 20 ] |
| Bélgica        | IFPI - Bélgica         | Platino              | 50 000              | [ 21 ] |
| Argentina      | CAPIF                  | Platino              | 40 000              | [ 22 ] |
| Brasil         | ABPD                   | Oro                  | 30 000              | [ 23 ] |